# Фонд Джеймса Рэнди
Образова́тельный Фонд Дже́ймса Рэ́нди (англ. James Randi Educational Foundation, JREF) — частный образовательный фонд, созданный Джеймсом Рэнди. Зарегистрирован в США. Занимался исследованиями и научной проверкой фактов, представляемых различными лицами и организациями в качестве так называемых «паранормальных явлений». После выхода Рэнди на пенсию в 2015 году фонд стал заниматься только выдачей небольших грантов.

## История
Фонд был создан в 1996 году бывшим иллюзионистом Джеймсом Рэнди, известным в США скептиком, многие годы занимавшимся разоблачением разного рода мистификаций, связанных с мистикой, чудесами, сверхъестественными явлениями, экстрасенсорными способностями, НЛО и тому подобным.
Деятельность фонда связана с пропагандой скептицизма и научных принципов познания как основы мировоззрения. Фонд поддерживает образовательные программы, направленные на формирование научного мировоззрения, издаёт литературу и различные материалы по данной тематике, оказывает помощь в создании соответствующих учебных программ.
Фонд ежегодно выплачивает премии общим размером в несколько тысяч долларов США американским студентам за лучшие работы, демонстрирующие научный потенциал автора и приложение критического подхода к выбранному им (ею) научному направлению.

## Премия в миллион долларов
Фонд Джеймса Рэнди наиболее известен тем, что официально гарантирует премию любому, кто сможет продемонстрировать паранормальные способности в условиях корректно поставленного эксперимента. Первоначально предлагалась премия в 1000 долларов США, позже — в 10 000 (из личных средств Рэнди), а с 2002 года благодаря пожертвованию некоего частного лица фонд поднял размер премии до 1 000 000 долларов.
Предложение о премии несколько раз редактировалось.
Во вступительной части предложения говорилось:

JREF выплатит премию в сумме 1 000 000 (один миллион) долларов США («Приз») любому лицу, которое продемонстрирует какие-либо экстрасенсорные, сверхъестественные или паранормальные способности в условиях корректного эксперимента. Такая демонстрация должна быть проведена в рамках правил и ограничений, описанных в этом документе.
Оригинальный текст (англ.)The JREF will pay US$1,000,000 (One Million US Dollars) («The Prize») to any person who demonstrates any psychic, supernatural, or paranormal ability under satisfactory observation. Such demonstration must take place under the rules and limitations described in this document.
— Официальное заявление о премии
Ни один претендент не смог добиться получения этой премии, хотя желающих было довольно много — заявки на тестирование подавали около 50 человек в год. Одним из первых опытов тестирования была проверка группы людей, объявлявших себя лозоходцами и утверждавших, что могут находить под землёй воду. Для тестирования лозоходцев был разработан метод, описанный ниже в данной статье. Тестирование по данной схеме ни один претендент не прошёл.
Известен по меньшей мере один кандидат на премию из России — это Наташа Лулова (на момент тестирования — десять лет, родом из России, последние несколько лет проживает в США с родителями), которая под руководством некоего Марка Комиссарова (также выходец из России, по образованию — инженер-химик) пыталась продемонстрировать способность различать цвета и читать слова без помощи зрения. Тестирование было провалено, одновременно была найдена разгадка «феномена» — девочка, благодаря особенностям строения лица, просто могла подглядывать через недостаточно плотно прилегающую повязку.
Неоднократные попытки Рэнди привлечь к тестированию широко известных «экстрасенсов» и «магов» успехом не увенчались. От его предложений отказался, в частности, израильский экстрасенс Ури Геллер, прославившийся умением гнуть ложки взглядом и останавливать и запускать часы на расстоянии, французский гомеопат Жак Бенвенист, спиритуалист из Аризоны Гэри Шварц, демонстрировавший в телешоу общение с умершими. Уклонилась от тестирования экстрасенс Сильвия Браун, заявившая с телеэкрана, что легко сможет получить премию фонда Рэнди.
Примерно с 2007 года подавать заявку на тестирование могли только люди, имеющие публикации о своих способностях в СМИ, либо имеющие документы, подтверждающие их способности, выданные официальными академическими организациями.

### Условия и процедура тестирования
К тестированию допускался любой соискатель, дееспособный, достигший 18-летнего возраста, независимо от его пола, расы и уровня образования. Заявка на тестирование подавалась в письменном виде в офисе JREF, в ней соискатель должен был коротко (в пределах 250 слов) описать суть имеющихся у него паранормальных способностей. Для того, чтобы заявка была рассмотрена, соискатель должен был представить свидетельства наличия у него объявленных способностей. В качестве таковых принимались:
1. Официальные рекомендации от профессионального учёного, академической организации или доктора медицины.
2. Публикации в печатных работах или СМИ (за исключением самостоятельно изданных заявителем и/или опубликованных исключительно в Интернете).
3. Качественная профессиональная видеозапись (не принимались записи, выполненные самим заявителем).

Первый или второй вид рекомендаций являлись предпочтительными. В любом случае, каждое заявление и каждый набор рекомендаций рассматривался индивидуально. В случае принятия заявки соискателю сообщали об этом письменно, в противном случае — направляли обоснованный отказ. Соискателю, предоставившему в качестве рекомендации только видеозапись, могло быть отказано в принятии заявки без объяснения причин.
Фонд Рэнди принимал в качестве доказательства наличия паранормальных способностей только результаты собственного тестирования, проведённого в соответствии с официально опубликованными правилами. Никакие другие доказательства, включая документы, видеозаписи, свидетельские показания третьих лиц основанием для выплаты премии не являлись. Фонд также оставлял за собой право отказать заявителю, если эксперимент с высокой вероятностью мог оказаться опасным для жизни и здоровья испытуемого или других лиц (в частности, был бы связан с ограничением в пище, воде, задержкой дыхания, употреблением наркотических или иных опасных или запрещённых веществ, использованием опасных технических устройств).
Согласно официальному объявлению фонда Джеймса Рэнди, тестирование наличия паранормальных способностей проводилось в соответствии со следующими основными принципами:
1. Соискатель должен был чётко и определённо заявить, какие именно способности будет демонстрировать.
2. Между соискателем премии и представителями фонда заранее оговаривалось, каким образом будет поставлен эксперимент. Также заранее стороны должны были договориться, что будет считаться положительным, а что — отрицательным результатом эксперимента. Эксперимент строился таким образом, чтобы результат его был очевиден любому нормальному человеку, ознакомившемуся с соглашением соискателя и фонда о том, что считать позитивным, а что — негативным результатом. Таким образом исключалось присутствие судейской коллегии и возможность споров о результатах эксперимента.
3. Соискателю могло быть предложено провести неофициальную демонстрацию своих способностей в условиях, приближённых к официальному тестированию, чтобы стороны могли убедиться в приемлемости условий эксперимента.
4. После документально оформленного согласования процедуры соискатель должен был пройти предварительное тестирование. Предварительное тестирование проводилось однократно и должно было быть успешным. Только после его прохождения соискатель допускался к официальному тестированию, которое, в случае его прохождения, являлось основанием для вручения премии. В тексте предложения подчёркивалось, что до сих пор ни один соискатель не достиг стадии официального тестирования.
5. Официальный тест должен был проводиться в офисе фонда или ином месте по выбору фонда. На официальном тестировании должен был присутствовать независимый наблюдатель, которому фондом передавался бы чек на 10 000 долларов. Если в результате эксперимента, согласно его оговорённым условиям, соискатель действительно продемонстрировал бы заявленную паранормальную способность, наблюдатель должен был немедленно передать чек соискателю. Остальная часть премии была бы выплачена фондом через банк в течение не более чем десяти следующих дней.

Помимо этого, оговаривался ряд процедурных правил и юридических гарантий, в частности:
1. Любая переписка в отношении заявки велась только по-английски.
2. Любые информационные материалы, полученные в ходе эксперимента, в том числе фотоснимки, видео- и аудиозаписи и прочее, могли впоследствии быть использованы фондом где и когда угодно.
3. Все расходы на проезд к месту тестирования, проживание, питание оплачивались самим соискателем.
4. Соискатель заранее отказывался от судебного преследования фонда и Джеймса Рэнди, если тестирование или его результаты нанесли бы соискателю моральный, физический, материальный, профессиональный или иной ущерб.
5. Соискатель, не прошедший предварительное тестирование, мог подать повторную заявку не ранее чем через 12 месяцев после подачи первой. Один и тот же соискатель не мог подать заявку более чем два раза.
6. В случае, если бы соискатель смог пройти официальное тестирование, фонд выплатил бы ему премию и официально признал факт прохождения проверки и выплаты, но это не означало бы, что фонд признал существование сверхъестественных явлений.

### Пример тестирования (лозоходство)
В 1979 году в Италии Рэнди протестировал способности четырёх лозоходцев (Фонтана, Борга, Станциола, Сенаторе). Сумма награды в случае успеха составляла 10 000 долларов из личных средств Рэнди.
Эксперимент проводился на площади 10 на 10 метров, причём сразу за местом проведения эксперимента был источник воды и резервуар. Под землёй от источника к резервуару по разным траекториям были проложены три пластиковые трубы. Каждая труба проходила через место эксперимента, входя в одну его границу и выходя из другой. Труба не могла пересекаться сама с собой, но могла пересекать другие трубы. Трубы имели диаметр 3 см и были закопаны на глубину 50 см. Воду по определённой трубе можно было пустить при помощи клапанов, причём одновременно могла работать только одна труба. Через выбранную трубу проходило как минимум 5 литров воды в секунду. Перед началом эксперимента лозоходец должен был проверить место проведения на предмет наличия там источников естественной воды, которые могли бы повлиять на результаты эксперимента. Кроме того, лозоходец должен был продемонстрировать, что лоза работает на незакопанной трубе с текущей водой. Затем по случайной схеме для каждого испытания выбиралась одна труба. Лозоходец должен был разместить от десяти до ста колышков вдоль пути, по которому он прошёл, отмечая тем самым трассу, по которой пролегает активная труба. Две трети колышков должны были находиться не далее 10 сантиметров от центра отыскиваемой трубы, чтобы испытание было засчитано как успешное. Каждый лозоходец должен был пройти испытание три раза, причём два из трёх должны были быть успешными, чтобы весь тест считался пройденным. На испытании присутствовал юрист, у которого находился чек на 10 000 долларов, подписанный Рэнди. Если бы претендент прошёл тест, юрист должен был бы отдать ему чек. Если бы это не удалось никому, чек вернулся бы к Рэнди.
Все лозоходцы согласились на условия теста и заявили, что они готовы пройти тест в тот день и что то, как течёт вода, их устраивает. Перед тестом их спросили, насколько уверены они в своих силах. Все ответили, что на 99 или 100 процентов. Их спросили, что они скажут, если вода на самом деле будет протекать на 90 градусов от того, что они покажут, и все они заявили, что это невозможно. После теста их спросили, насколько они уверены в том, что они прошли тест. Трое ответили, что на 100 процентов, а один, что он прошёл тест.
Когда же расположение труб было открыто, оказалось, что никто из лозоходцев не прошёл тест. Борга тщательно расставил свои маркеры, но ближайший оказался на расстоянии 2,44 метра от активной трубы. Борга сказал: «Мы проиграли», но уже спустя две минуты он начал жаловаться на то, что он не учёл такие вещи, как солнечные пятна и геомагнитные вариации. Двое лозоходцев посчитали, что они нашли естественную воду до испытания, но были несогласны друг с другом, где она находится, равно как и с теми, кто её не нашёл вовсе.